# Pueblo Nuevo (Córdoba)
Pueblo Nuevo es un municipio de Colombia, situado en el departamento de Córdoba. Es conocido como "Remanso de Paz y Hospitalidad".

## Límites
Limita al norte con Sahagún y Ciénaga de Oro, por el sur con Planeta Rica y Buenavista, por el este con Ayapel y San Marcos, y por el oeste con Planeta Rica y San Carlos.

## Historia
En 1907 se constituyó como centro poblado con el nombre de Valparaiso. Posteriormente se constituyó como corregimiento del municipio de Sahagún, del cual dependió hasta el 4 de enero de 1957, cuando fue elevado a la categoría de municipio, siendo Luis Ramírez Ochoa su primer alcalde.

## División Político-Administrativa
Además de su Cabecera municipal. Pueblo Nuevo tiene bajo su jurisdicción los siguientes Centros poblados:
- Apartada de Betulia
- Arroyo de Arenas
- Betania
- Café Pisao
- Corcovao
- El Campano
- El Chipal
- El Contento
- El Corral
- El Deseo
- El Poblado
- El Toche
- El Varal
- La Granjita
- La Magdalena
- Loma de Piedra
- Los Limones
- Neiva
- Nueva Esperanza
- Palmira
- Primavera
- Pueblo Regao
- Puerto Santo
- San José de Cintura
- Venecia
- Villa Esperanza

## Galería

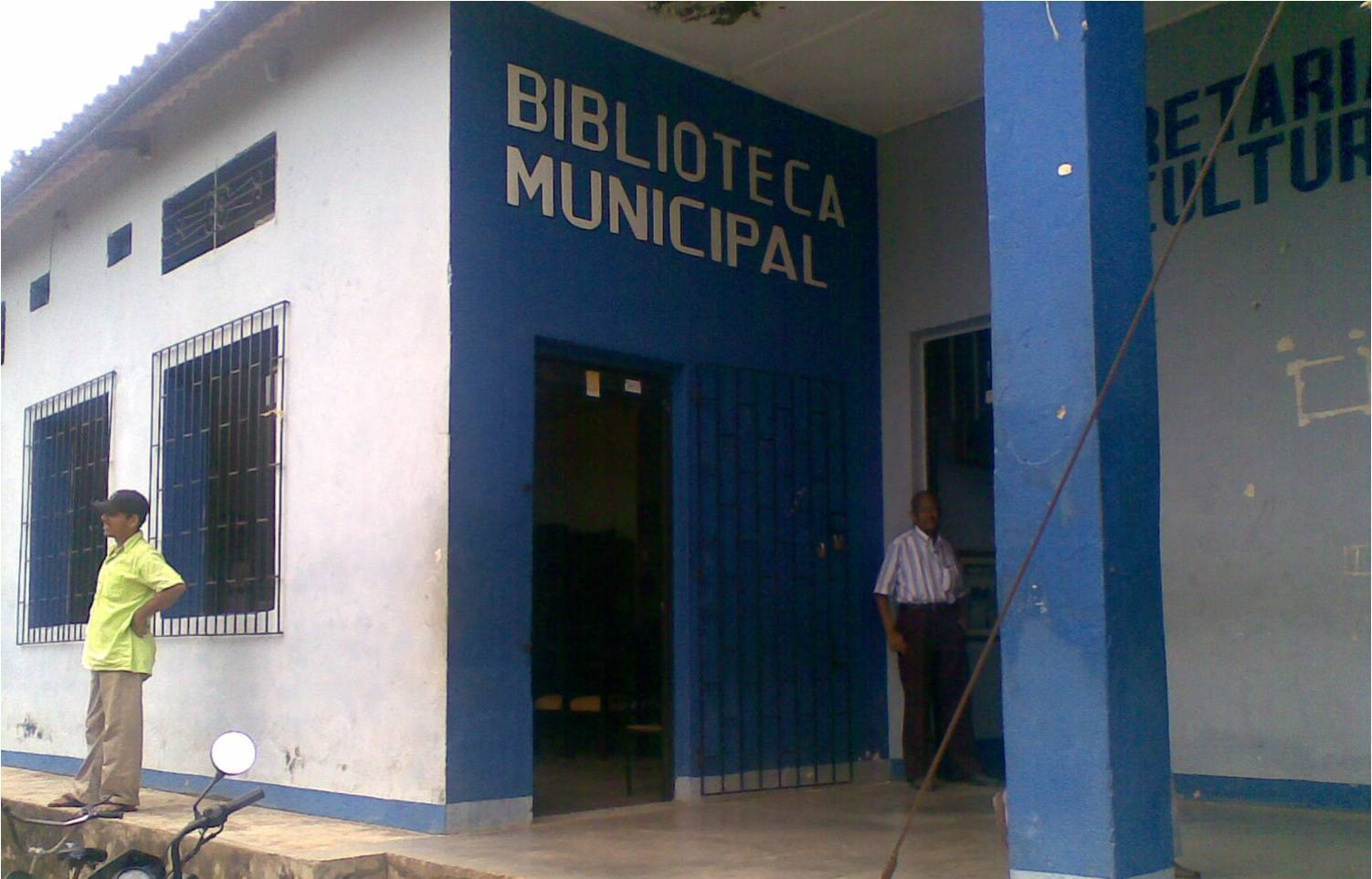
Biblioteca Municipal Concepción Navarro
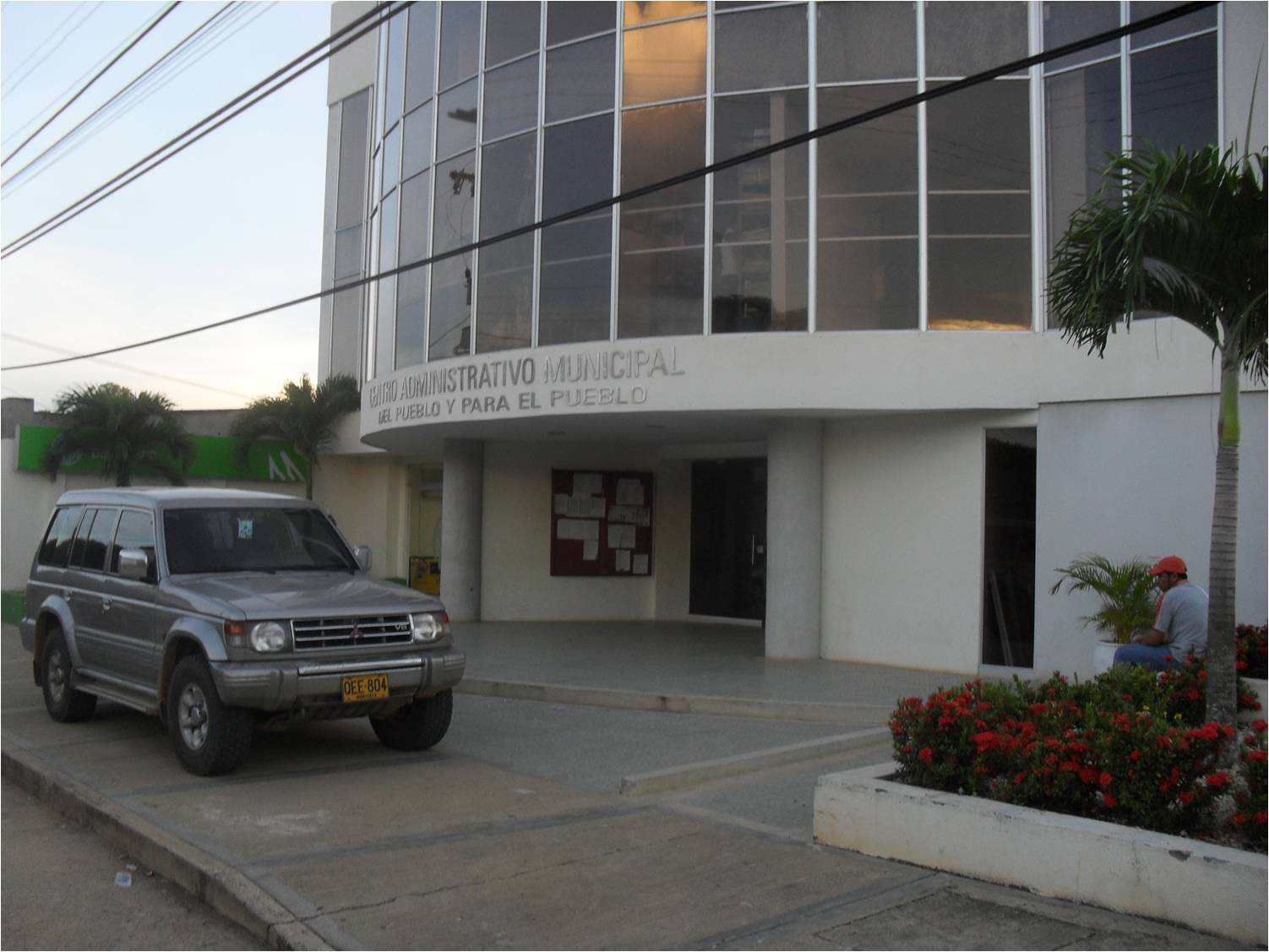
Alcaldía
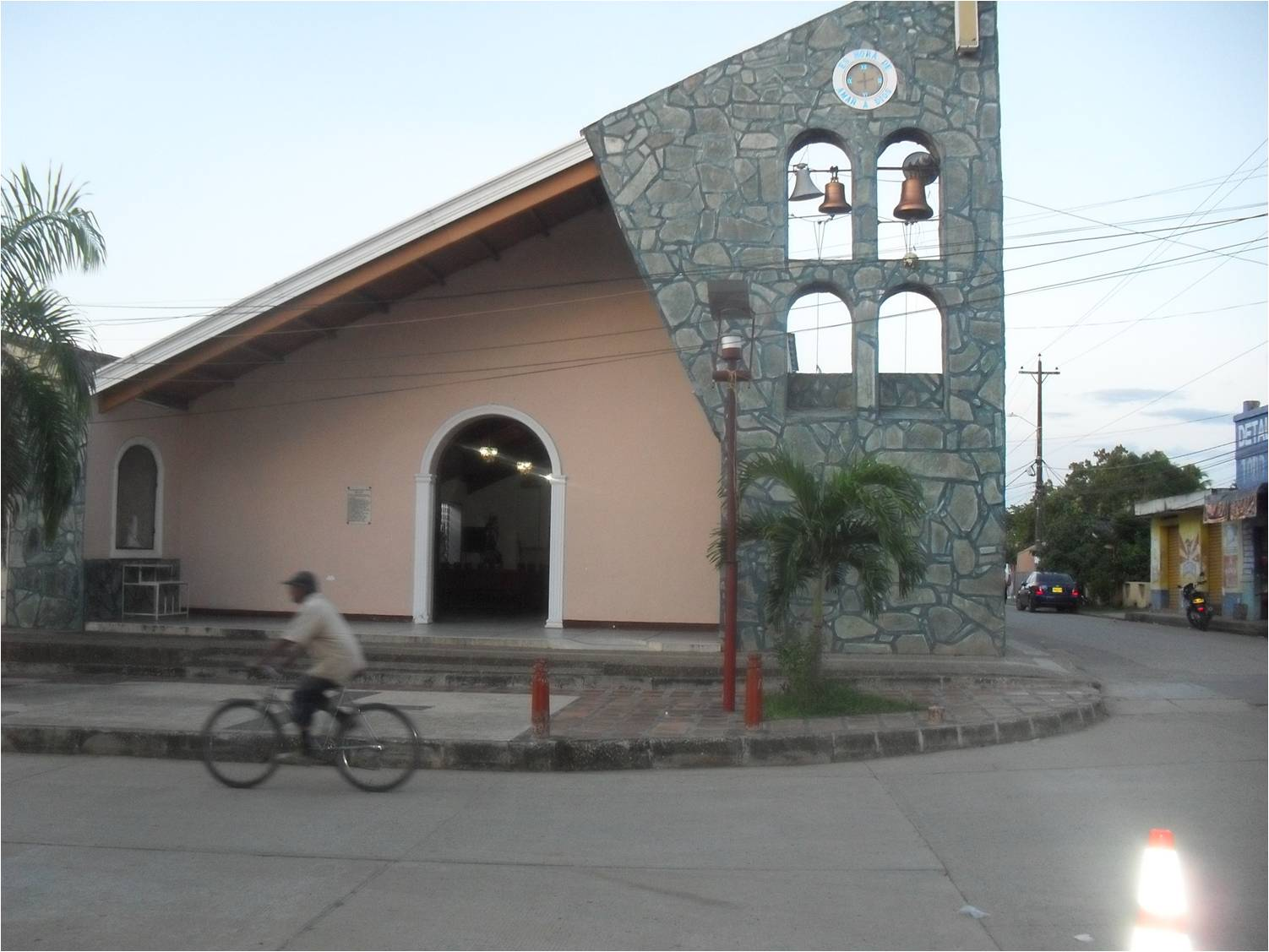
Iglesia Nuestra Señora De Lourdes
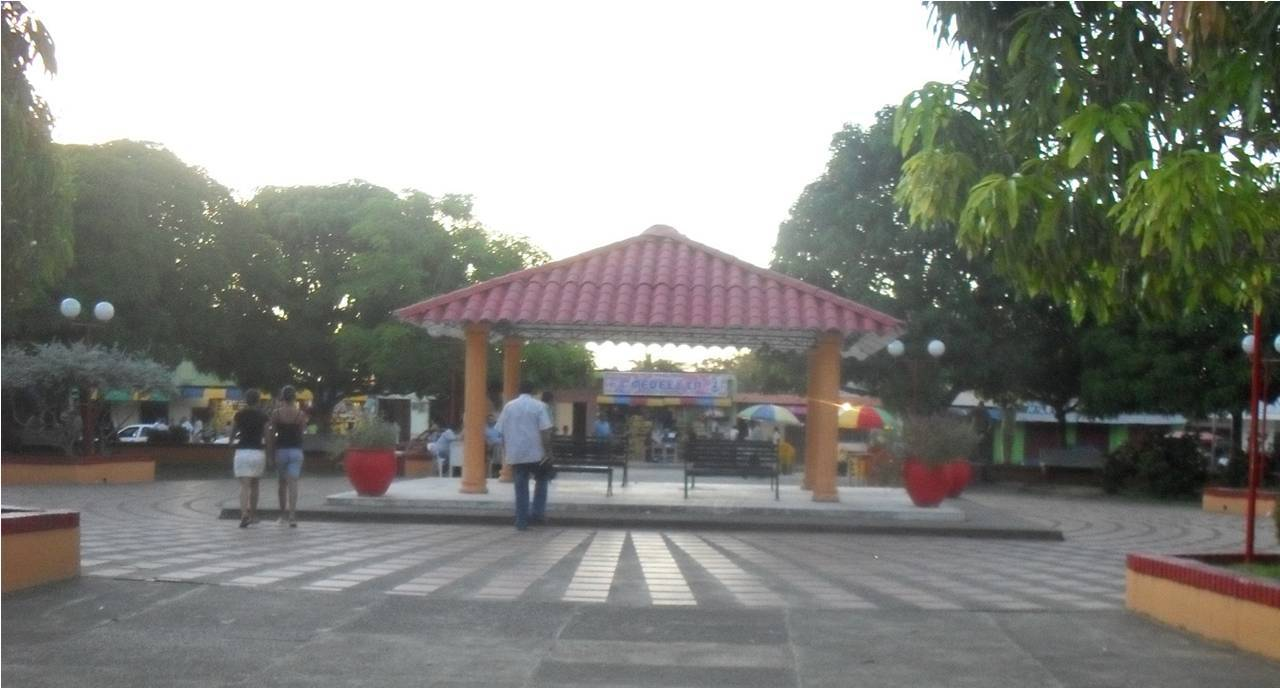
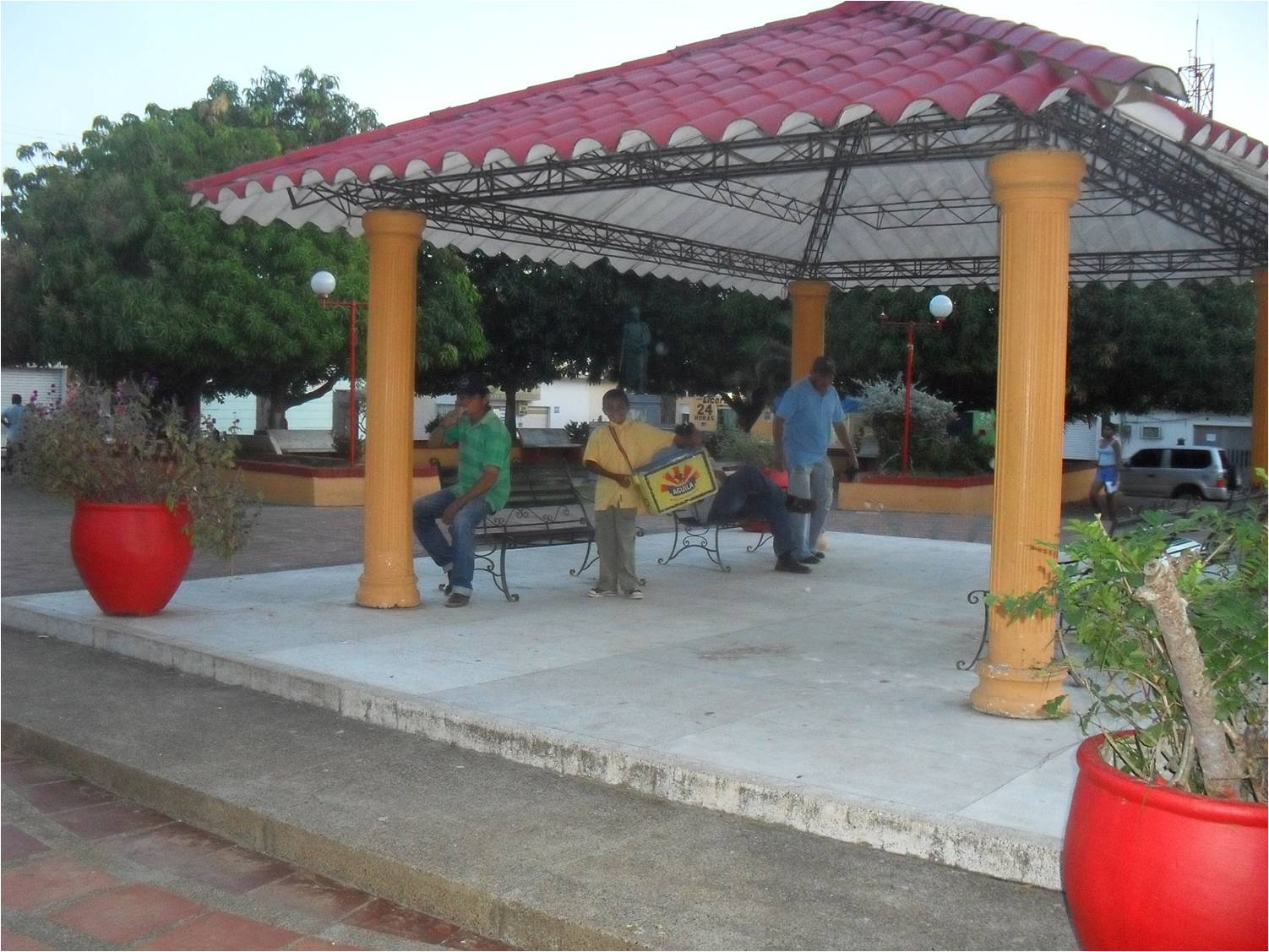

## Servicios públicos
- Energía Eléctrica: Afinia, del grupo EPM, es la empresa prestadora del servicio de energía eléctrica.
- Gas Natural: Surtigas es la empresa distribuidora y comercializadora de gas natural en el municipio.